# Hưng Yên (Provinz)
Hưng Yên mit der Hauptstadt Hưng Yên zählt zu den kleineren Provinzen Vietnams. Sie erstreckt sich über 923 km² und hat etwa eine Million Einwohner. Sie macht damit 0,28 % der Fläche und 1,3 % der Bevölkerung Vietnams aus.

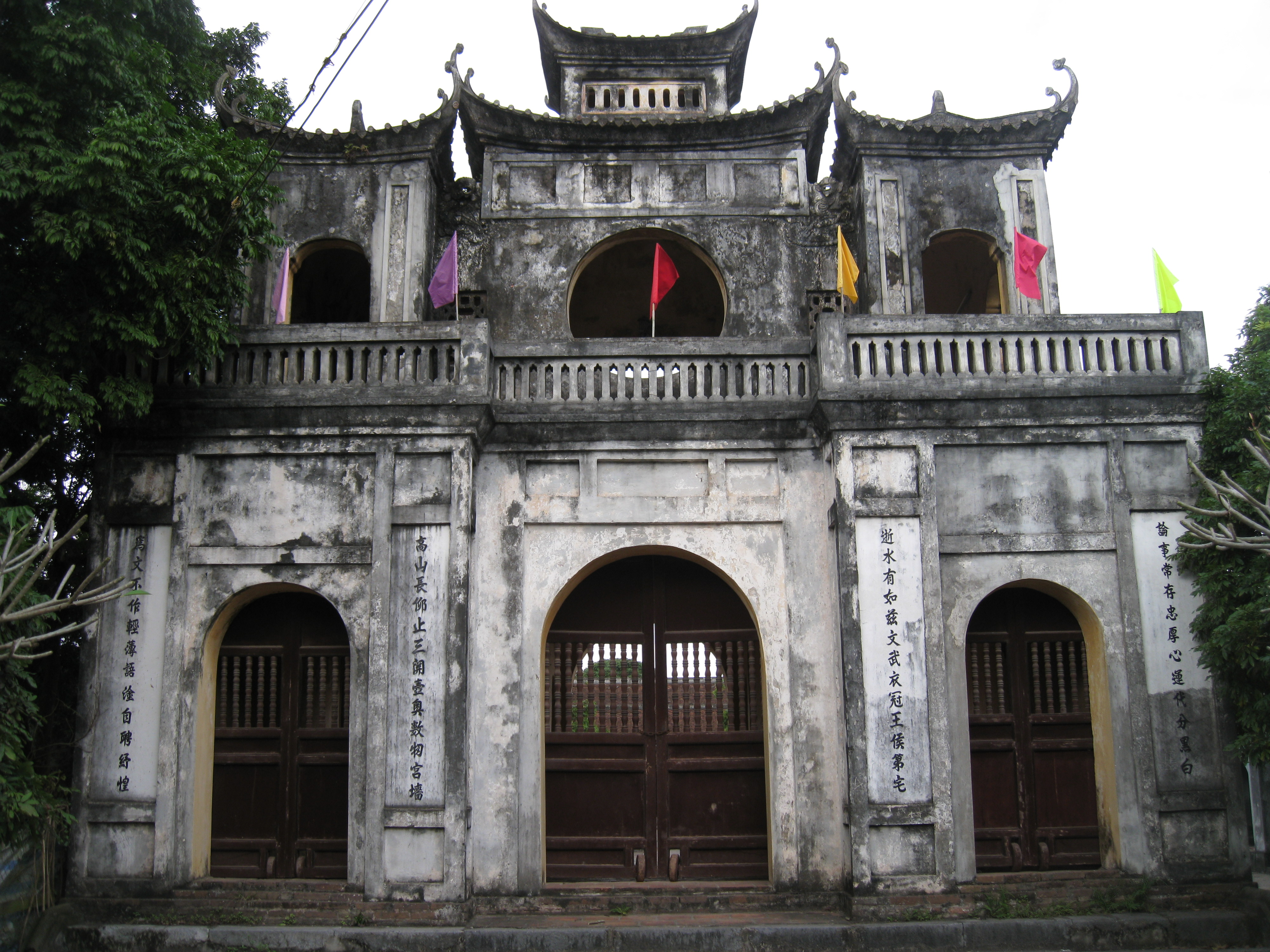
Konfuziustempel Xích Đằng in Hưng Yên

Hưng Yên grenzt an die Provinzen Bắc Ninh und Hanoi im Norden, Hanoi im Westen, Hải Dương im Osten, Hà Nam und Thái Bình im Süden. 
In der Provinz leben verschiedene ethnische Gruppen, deren Hauptanteil die Việt/Kinh stellen.
Von 1968 bis 1996 bildete sie zusammen mit der benachbarten Provinz Hải Dương die Provinz Hải Hưng.

## Bezirke
Hưng Yên gliedert sich in die gleichnamige Provinzstadt (thành phố trực thuộc tỉnh) Hưng Yên sowie in neun Landkreise (huyện):
- Ân Thi
- Khoái Châu
- Kim Động
- Mỹ Hào
- Phủ Cừ
- Tiên Lữ
- Văn Giang
- Văn Lâm
- Yên Mỹ.